# Herbert Jamison
Herbert Brotherson Jamison (17. září 1875, Peoria, Illinois – 22. června 1938, tamtéž), byl americký atlet – sprinter, specializující se na běh na 200 a 400 m. Účastnil se letních olympijských her 1896 v Aténách, kde skončil na druhém místě za vítězným Thomasem Burke (medaile se na prvních olympiádách neudělovaly).
Jamisonovou oblíbenou tratí byla hladká dvoustovka, ale tu aténští pořadatelé do programu nezařadili. Proto se přihlásil k závodu na 400 m. Rozběhy se uskutečnily 6. dubna a v prvním z nich vytvořil Jamison základní olympijský rekord časem 56.8 s, když výrazně porazil všestranného Fritze Hofmanna z Německa. Ve finále o den později sice svůj čas vylepšil na 55.2 s, ale na vítěze hladké stovky Toma Burke to nestačilo (nový OR 54.2 s). Bronzovou medaili získal Brit Charles Gmelin.
Jamison byl jedním ze čtyř studentů Princetonské univerzity, kteří na olympiádu do Atén lodí po rozbouřeném moři přicestovali. Školu absolvoval v roce 1897 a začal pomáhat v rodinné firmě, jež vyráběla zemědělské nářadí. O sedm let později založil vlastní pojišťovací agenturu v rodné Peorii, kterou provozoval až do své smrti.